# Abell 665
Abell 665 è un ammasso di galassie situato in direzione della costellazione dell'Orsa Maggiore alla distanza di oltre 2,3 miliardi di anni luce dalla Terra.
È inserito nel Catalogo Abell redatto nel 1958 e ha una classe di ricchezza 5, quindi costituito da non meno di 300 galassie nella gamma di magnitudo di m3-m3 +2  (dove per m3 si intende la magnitudo del 3° membro più luminoso dell'ammasso); tutti gli altri ammassi hanno una classe di ricchezza inferiore a 5. È del III tipo secondo la classificazione di Bautz-Morgan.
Dati che si basano su velocità, dispersione dell'ammasso ed emissione di raggi X fanno presumere che Abell 665 sia composto da due ammassi simili molto vicini.
La galassia più luminosa è l'ellittica 2MASX J08305736+6550299.

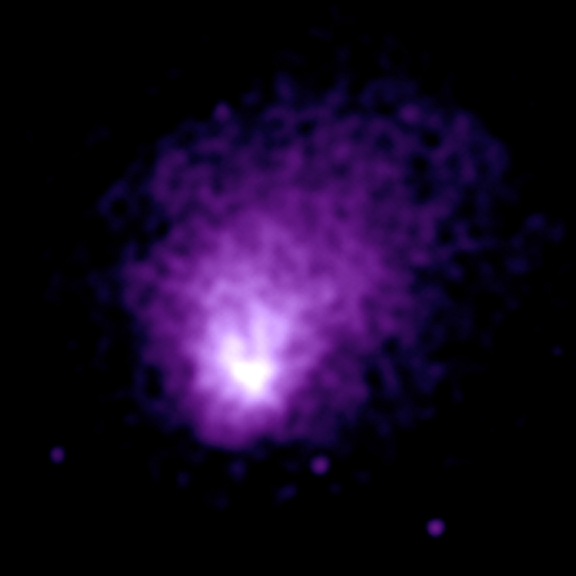
Abell 665 (Telescopio spaziale Chandra)
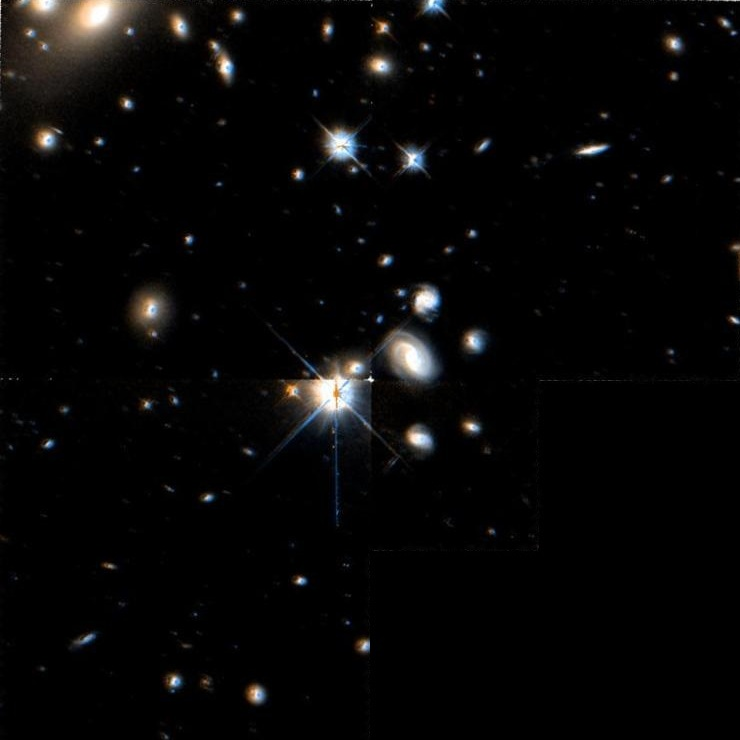
Abell 665  (regione centrale dell'ammasso)  (Telescopio spaziale Hubble)